# IBC (compañía de refrescos)
La Indepedent Breweries Company (IBC) era un sindicato que se fundó en San Luis (Misuri), por la combinación de 5 cervecerias  Griesedieck's National Brewery, Columbia (Alpen Brau), the gast brewery in Baden, A.B.C. y también Wagner Brewing Company
Esta combinación estaba con muchos problemas debido a los elevados gastos con demasiados ejecutivos y los beneficios bajos que forzaban a IBC a suspender los pagos. La cerveza de raíz de IBC era la superviviente principal del sindicato.

## Cerveza de raíz
IBC Root Beer estuvo fundada en 1919 por la familia Griesedieck como la IBC (Compañía de Cervecerías Independiente por sus siglas en inglés) en San Luis, Misuri. Cerveza de raíz encontrada un mercado como bebida legal durante la era de Ley seca en los Estados Unidos. La IBC cerró, pero la marca fue adquirida por la familia de los Kranzberg, en la cual operó la Compañía de Embotellamiento Northwestern. A finales de la década de 1930, fue vendido a la Compañía de Embotellamiento Nacional, controlado por la familia de los Shucart. La popularidad y la distribución disminuyeron después de que Segunda Guerra Mundial.
En 1976, IBC fue vendida a Taylor Beverages, el cual era entonces vendido al dueño de Dr Pepper/seven up en 1980. Después de que Dr Pepper y 7 Up se fusionaran en 1986, se distribuyó IBC a través de los Estados Unidos. Dr Pepper/7 Up fue adquirido por Cadbury Schweppes en 1995.
Después, IBC estaba organizado dentro del Cadbury Schweppes América Beverages unión de Cadbury Schweppes, antes de que saliera  Keurig Dr. Pimienta en 2008.
En julio del 2016, IBC reformuló sus bebidas, utilizando azúcar de caña en lugar de jarabe de maíz de fructosa alta. Las botellas son ahora distribuidas en paquetes de cuatro botellas (en vez del original que contenía seis), y ya no tener el logotipo de IBC alrededor de la botella, sino impreso en una botella marrón sencilla. Este cambio también ha dado lugar a un aumento en el precio promedio por botella.

## Sabores
- IBC Cerveza de raíz
- IBC Cerveza de Raíz de la dieta
- IBC Refresco de crema
- IBC Cereza negra
- IBC Cereza Limonada

### Anteriormente
- IBC Refresco de Crema de la tangerina
- IBC Cereza Cola
- IBC Fresas y Crema
- IBC Bayas y Crema
- IBC Cerveza de abedul
- IBC Refresco de Crema del melocotón